# Rue Henner
La rue Henner est une voie du 9e arrondissement de Paris, en France.

## Situation et accès
La rue Henner est une voie publique située dans le 9e arrondissement de Paris. Elle débute au 42, rue La-Bruyère et se termine au 15, rue Chaptal.
Le quartier est desservi par les lignes 2 et 12 à la station Pigalle et par la ligne 12 à la station Saint-Georges.

## Origine du nom

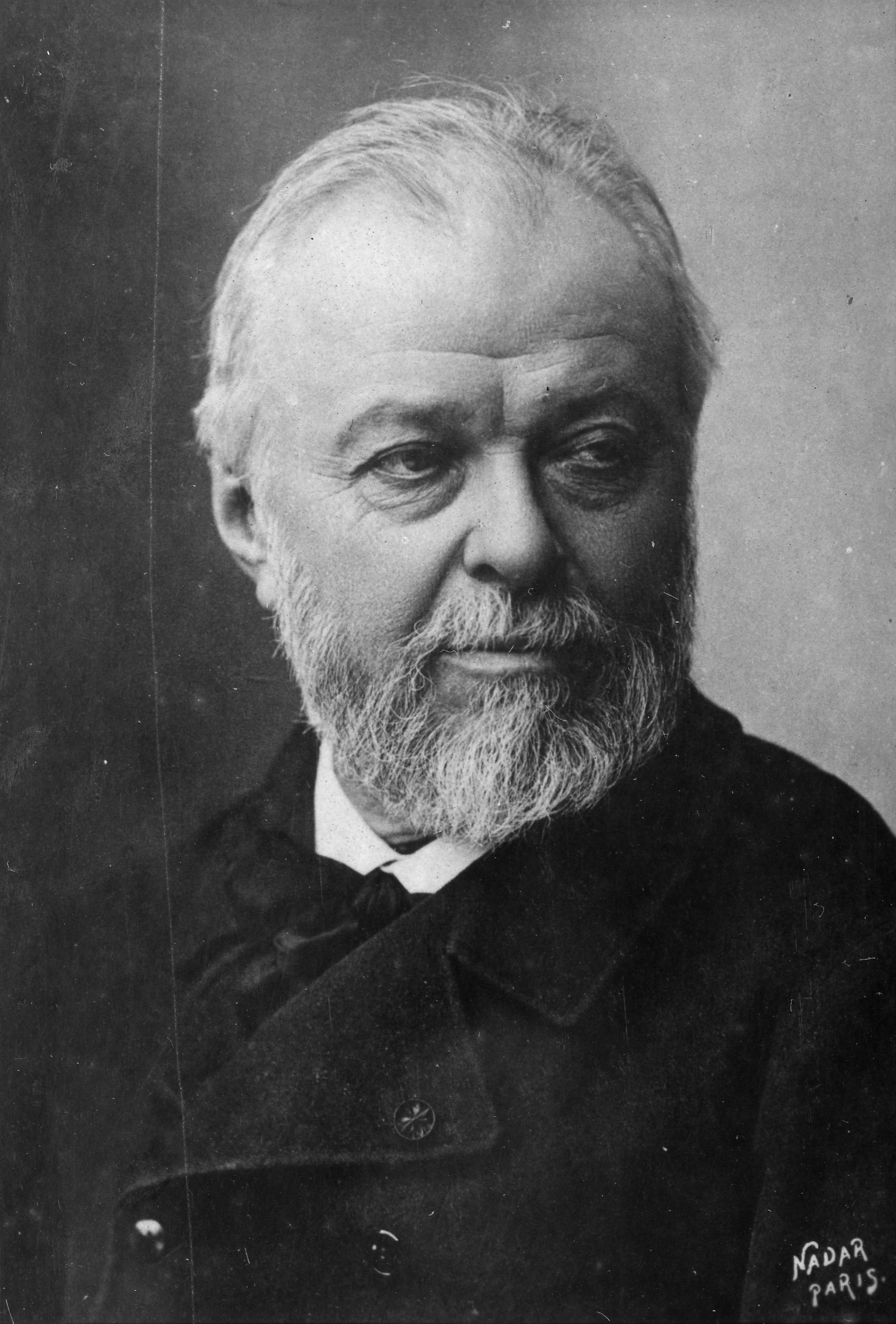
Jean-Jacques Henner.

Elle porte le nom du peintre Jean-Jacques Henner (1829-1905) qui habitait en face, rue La-Bruyère.

## Historique
Cette voie est ouverte en 1840 par M. Boursault, qui lui donna le nom de « passage Léonie » du prénom de sa fille Léonie Boursault, qui épousa plus tard le compositeur Jean-Georges Kastner.
Elle prend sa dénomination actuelle par arrêté du 13 mars 1908.

## Bâtiments remarquables et lieux de mémoire

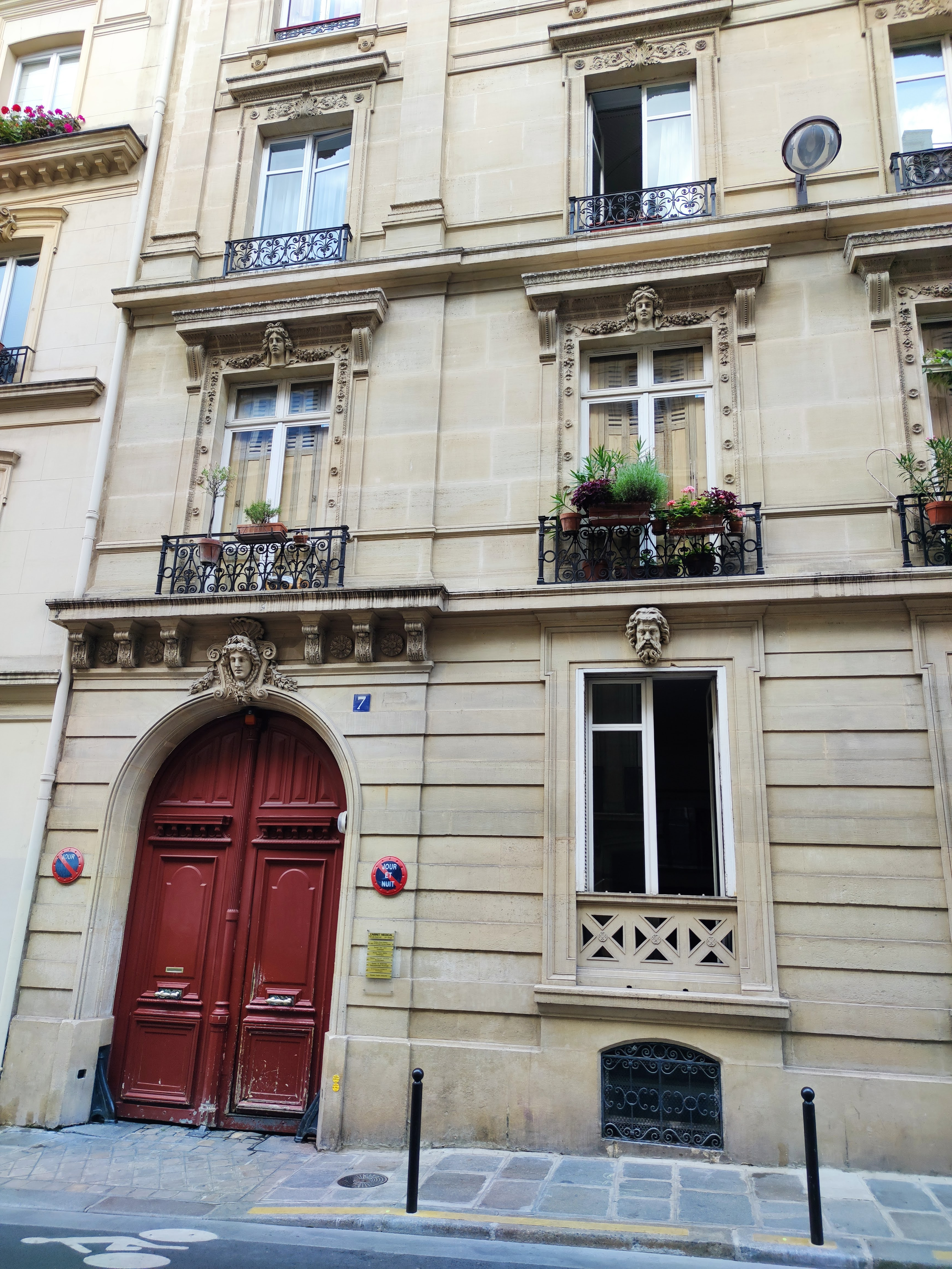
No 7.

- No 9 : le poète Guillaume Apollinaire résida à cette adresse de juin 1907 à octobre 1909[1].